# Smodicum torticolle
Smodicum torticolle är en skalbaggsart som beskrevs av Martins 1975. Smodicum torticolle ingår i släktet Smodicum och familjen långhorningar.
Artens utbredningsområde är Panama. Inga underarter finns listade i Catalogue of Life.